# Amara convexiuscula
Amara convexiuscula là một loài bọ chân chạy bản địa của châu Âu và châu Á.

## Đọc thêm

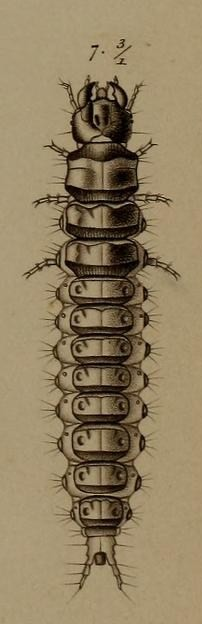
Ấu trùng